# Shinigami

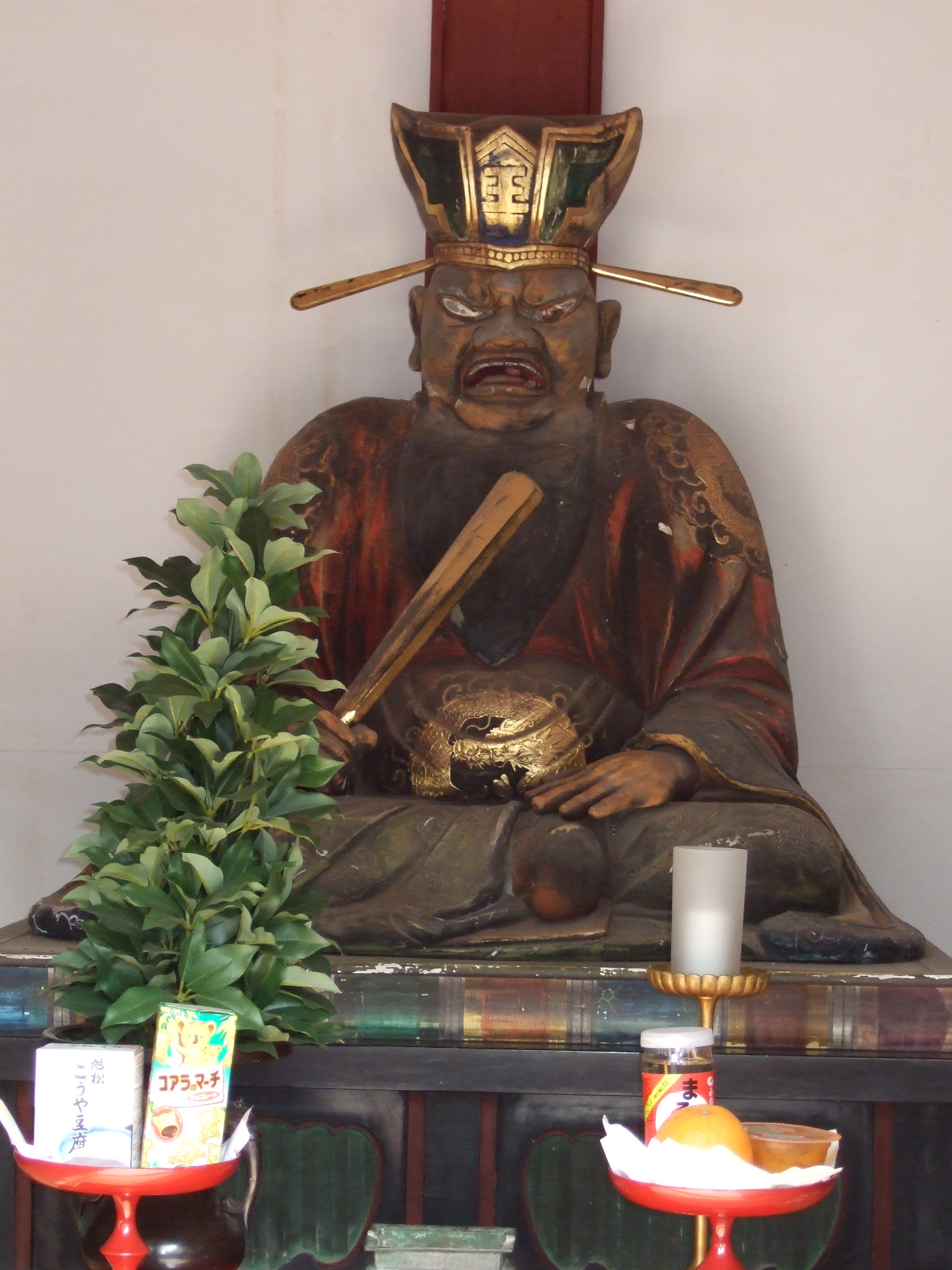
Estàtua del déu de la mort Yama a Miyazu, Prefectura de Kyoto.

Un shinigami (死神, déu de la mort) és una personificació de la mort a la mitologia japonesa.

## Els shinigamis al manga i l'anime
Últimament estan cobrant protagonisme a la cultura japonesa, principalment als manga i anime fantàstics, encara que els seus rols i poders varien molts dels uns als altres. Les seves principals aparicions són a les sèries Bleach, Death Note, Yu Yu Hakusho i Soul Eater, encara que apareixen en altres sèries com a Inu-Yasha.

### Shinigamis deBleach
Els shinigamis a Bleach són els encarregats d'enviar les ànimes a la Societat de les ànimes i deixar-les descansar en pau alhora lluitar i purificar els hollows (ànimes malignes) que en menjar-se una ànima la fan desaparèixer.
Els shinigamis viuen al Seiterei. Hi ha tretze divisions de shinigamis que estan regits per les normes dictades per la càmara central dels 46. Cada divisió té un capità i un subcapità.
L'uniforme reglamentari consisteix en un hakama negre, un doble kimono blanc i negre i un cinturó de tela blanc, del qual penja la zampakuto de cada shinigami en forma de katana.
Els capitans de les divisions porten també un haori blanc amb la xifra en japonès de la seva divisió a l'esquena dins un rombe. Els subcapitans també tenen un distintiu: una banda de tela blanca amb una placa de fusta amb la xifra i l'emblema de la seva divisió.
Els capitans en teoria són els més poderosos i amb nivell espiritual més alt de la seva divisió. També han de ser capaços d'alliberar la seva zampakuto en forma final (bankai).

### Shinigamis deDeath Note
A Death Note els shinigamis que hi apareixen viuen en un món lúgubre i es passen el dia apostant en lloc de fer la seva feina que és escriure el nom d'alguns humans en els seus "quadern de mort" (death note). Quan maten a un humà (és a dir, que escriuen el seu nom al quadern), adquireixen l'esperança de vida restant de l'humà. Per tant, un shinigami pot arribar a ésser immortal, tot i que s'esmenta que hi ha maneres de matar-los. S'ha d'aconseguir que el shinigami s'enamori d'un humà i llavors ha d'utilitzar el seu quadern per salvar la vida de l'humà que estima, si ho fa el shinigami morirà.
L'aspecte físic, és el d'un monstre humanoide amb ales negres. La cara del shinigami Ryuk (un dels personatges principals) pot ser que recordi la d'un "pallasso boig", duu un cinturó negre amb una calavera (on hi duu penjat el seu segon "quadern de mort").